# Free (Buch)
Free – Kostenlos: Geschäftsmodelle für die Herausforderungen des Internets (engl. Originaltitel: Free: The Future of a Radical Price) ist ein Buch des US-amerikanischen Journalisten und Chefredakteurs des Wired Chris Anderson, das im Jahr 2009 beim Verlag Hyperion Books erschien. 2010 erschien die überarbeitete englische Paperback-Edition mit dem veränderten Titel Free: How Today’s Smartest Businesses Profit by Giving Something for Nothing mit einem neuen Vorwort. In diesem geht der Autor auf einige Kritiken (siehe unten) ein. Anderson ist ebenfalls Autor von The Long Tail aus dem Jahr 2007, dessen Gedankengänge er in Free weiterverfolgt.
Das Buch untersucht neue Geschäftsmodelle, die Produkte und Dienstleistungen als Marketingstrategie kostenlos (also Free) anbieten.
Nach seiner Meinung existierten vier Kategorien von Free:
1. Direkte Quersubventionen
2. Drei-Parteien-Modell
3. Freemium
4. Nicht-monetäre Märkte

## Publikation und Rezeption
Free erschien am 7. Juli 2009 in den Vereinigten Staaten, nachdem Anderson in der Nacht zuvor in seinem Blog eine Browser-lesbare Version des Buches und eine ungekürzte Version als Hörbuch veröffentlicht hatte. Im deutschsprachigen Raum erschien das Buch im August 2009 in einer Übersetzung von Birgit Schöbnitz und Dzifa Vode beim Campus Verlag.
Das Buch verursachte Kontroversen wegen angeblicher Plagiate von Inhalten der Online-Enzyklopädie Wikipedia. Anderson antwortete auf die Anschuldigungen in seinem Blog The Long Tail damit, es hätte zwischen ihm und dem Verlag Meinungsverschiedenheiten über die korrekte Zitierweise der Wikipedia gegeben. Wegen deren unbeständiger Inhalte hätte er Fußnoten in den Text integriert. In seinem Blog übernahm er die Verantwortung für diese Fehler und merkte an, dass diese in der digitalen Ausgabe von Free korrigiert worden seien. Die Quellennachweise wurden später in seinem Blog nachgereicht.
Trotz dieser Kontroverse rangierte die gebundene Ausgabe des Buches auf Platz 12 der Bestsellerliste der New York Times. Für begrenzte Zeit war das Buch auch als freier Download verfügbar und wurde in den ersten zwei Wochen 200.000- bis 300.000-mal heruntergeladen.
Das ungekürzte Hörbuch blieb weiterhin kostenlos.
In einer viel gelesenen Besprechung in der Zeitung The New Yorker kritisierte Malcolm Gladwell die Prämisse des Buches entschieden. Anderson antwortete darauf in seinem Blog bei Wired.com und in der Talkshow Charlie Rose. Das Buch wurde ebenfalls in der New York Times und im Wall Street Journal besprochen.